# Christoph Ziemssen
Christoph Gottlieb Ziemssen (* 23. April 1791 in Greifswald; † 18. November 1868 in Stralsund) war ein deutscher lutherischer Theologe und pommerscher Kirchenhistoriker.

## Leben und Wirken
Christoph Ziemssen war der jüngste Sohn des Generalsuperintendenten Johann Christoph Ziemssen. Nach dem Besuch des Gymnasiums studierte Ziemssen in Greifswald und wurde dort 1812 zum Dr. phil. promoviert. Dann besuchte er die Universität Heidelberg und lernte dort Carl Daub und Friedrich Creuzer kennen.
Zurückgekehrt nach Greifswald, habilitierte er sich 1814 zum Privatdozenten der theologischen und der philosophischen Fakultät. 1817 ging Ziemssen nach Stralsund und wurde im Folgejahr Pastor zu St. Marien sowie Assessor des städtischen Konsistoriums. 1842 wurde er zum Stadt-Superintendenten in Stralsund gewählt.

## Schriften
- Der silberne Deckelbecher, welchen die Hochschule zu Wittenberg an Luther zum Hochzeitsgeschenk verehrt hat, beschrieben und zum ersten Mal abgebildet, der dreihundertjährigen Feier des Kirchenverbesserungsfestes gewidmet, 1817
- Das Wallensteins-Fest : Gebete und Predigten zur Feier des vier und zwanzigsten Julius 1819 und 1820 in der St. Marien-Kirche zu Stralsund, 1821
- Vertheidigung der Stralsunder zur Zeit des dreißigjährigen Krieges gegen Barthold, 1839
- Über aussergerichtliche Sühneversuche durch Geistliche in Ehesachen, 1842
- Urkundliche Nachweisung des Grundes der Eigenthümlichkeit der evangelisch-lutherischen Kirchenverfassung der Stadt Stralsund, 1856